# Argirop d'ulls grossos
L'argirop d'ulls grossos (Argyrops megalommatus) és un peix teleosti de la família dels espàrids i de l'ordre dels perciformes.

## Distribució geogràfica
Es troba a les costes del Mar Roig.